# Zbrosławice (gmina)
Zbrosławice – gmina wiejska w Polsce położona w województwie śląskim, w powiecie tarnogórskim. W latach 1975–1998 gmina administracyjnie należała do województwa katowickiego.
Siedziba gminy to Zbrosławice. 

## Położenie
Gmina jest położona w południowo-zachodniej części powiatu tarnogórskiego i sąsiaduje z miastami:
- Tarnowskie Góry, Bytom, Gliwice, Pyskowice, Zabrze

oraz gminami:
- Tworóg (powiat tarnogórski)
- Wielowieś (powiat gliwicki)
- Toszek (powiat gliwicki)

## Powierzchnia
Według danych z roku 2002 gmina Zbrosławice ma obszar 148,71 km², w tym:
- użytki rolne: 70%
- użytki leśne: 20%

Gmina stanowi 23,14% powierzchni powiatu.
Gmina Zbrosławice jest trzecią co do wielkości gminą wiejską w województwie śląskim (po gminach Rudziniec i Jeleśnia).

## Historia
Gmina zbiorowa Zbrosławice powstała po II wojnie światowej (w grudniu 1945) w powiecie bytomskim na terenie tzw. Ziem Odzyskanych (tzw. I okręg administracyjny – Śląsk Opolski), powierzonym 18 marca 1945 administracji wojewody śląskiego, a z dniem 28 czerwca 1946 przyłączonym do woj. śląskiego (śląsko-dąbrowskiego).
Według stanu z 1 stycznia 1946 gmina składała się z 2 gromad: Ptakowice i Zbrosławice. 6 lipca 1950 zmieniono nazwę woj. śląskiego na katowickie. Po zniesieniu powiatu bytomskiego 1 kwietnia 1951, gminę Stolarzowice przyłączono do powiatu tarnogórskiego w tymże województwie. Według stanu z 1 lipca 1952 gmina składała się z 2 gromad: Ptakowice i Zbrosławice. 9 marca 1953 woj. katowickie przemianowano na stalinogrodzkie. Gmina została zniesiona 29 września 1954 wraz z reformą wprowadzającą gromady w miejsce gmin.
Jednostkę reaktywowano 1 stycznia 1973 w tymże powiecie i województwie. W jej skład weszły: obszary zlikwidowanych osiedli Zbrosławice (obejmującym także Ptakowice) i Wieszowa oraz obszary sołectw Laryszów, Miedary i Wilkowice.

## Demografia
Dane z 31 grudnia 2014:
| Opis                              | Ogółem | Ogółem | Kobiety | Kobiety | Mężczyźni | Mężczyźni |
| --------------------------------- | ------ | ------ | ------- | ------- | --------- | --------- |
| Jednostka                         | osób   | %      | osób    | %       | osób      | %         |
| Populacja                         | 15 757 | 100    | 7861    | 49,9    | 7896      | 50,1      |
| Gęstość zaludnienia [mieszk./km²] | 105,96 | 105,96 | 52,86   | 52,86   | 53,1      | 53,1      |

## Podział administracyjny
Gmina Zbrosławice podzielona jest na 21 sołectw:
| Herb | Sołectwo      | Powierzchnia [km²] | Liczba ludności (2017) | Gęstość zaludnienia [osoby/km²] (2017) | Kod pocztowy |
| ---- | ------------- | ------------------ | ---------------------- | -------------------------------------- | ------------ |
|      | Boniowice     | 3,56               | 99                     | 27,8                                   | 42-674       |
|      | Czekanów      | 3,62               | 912                    | 251,9                                  | 42-677       |
|      | Jasiona       | 5,94               | 236                    | 39,7                                   | 42-674       |
|      | Jaśkowice     | 3,44               | 138                    | 40,1                                   | 42-674       |
|      | Kamieniec     | 8,30               | 789                    | 95,1                                   | 42-674       |
|      | Karchowice    | 4,53               | 322                    | 71,1                                   | 42-674       |
|      | Kopienica     | 6,86               | 640                    | 93,3                                   | 42-674       |
|      | Księży Las    | 9,06               | 422                    | 46,6                                   | 42-674       |
|      | Laryszów      | 1,84               | 397                    | 215,8                                  | 42-674       |
|      | Łubie         | 12,89              | 674                    | 52,3                                   | 42-674       |
|      | Łubki         | 3,16               | 130                    | 41,1                                   | 42-674       |
|      | Miedary       | 13,74              | 1075                   | 78,2                                   | 42-676       |
|      | Przezchlebie  | 7,17               | 846                    | 118,0                                  | 42-675       |
|      | Ptakowice     | 8,49               | 578                    | 68,1                                   | 42-674       |
|      | Szałsza       | 7,73               | 611                    | 79,0                                   | 42-677       |
|      | Świętoszowice | 3,39               | 512                    | 151,0                                  | 42-675       |
|      | Wieszowa      | 16,72              | 2296                   | 137,3                                  | 42-672       |
|      | Wilkowice     | 6,70               | 445                    | 66,4                                   | 42-674       |
|      | Zawada        | 4,50               | 306                    | 68,0                                   | 42-674       |
|      | Zbrosławice   | 9,59               | 2553                   | 266,2                                  | 42-674       |
|      | Ziemięcice    | 7,48               | 910                    | 121,7                                  | 42-675       |

## Zabytki
- dwory i pałace:
  - Dwór w Jasionie z 1799
  - Pałac w Czekanowie z XVII wieku
  - Pałac w Kamieńcu z XVII wieku

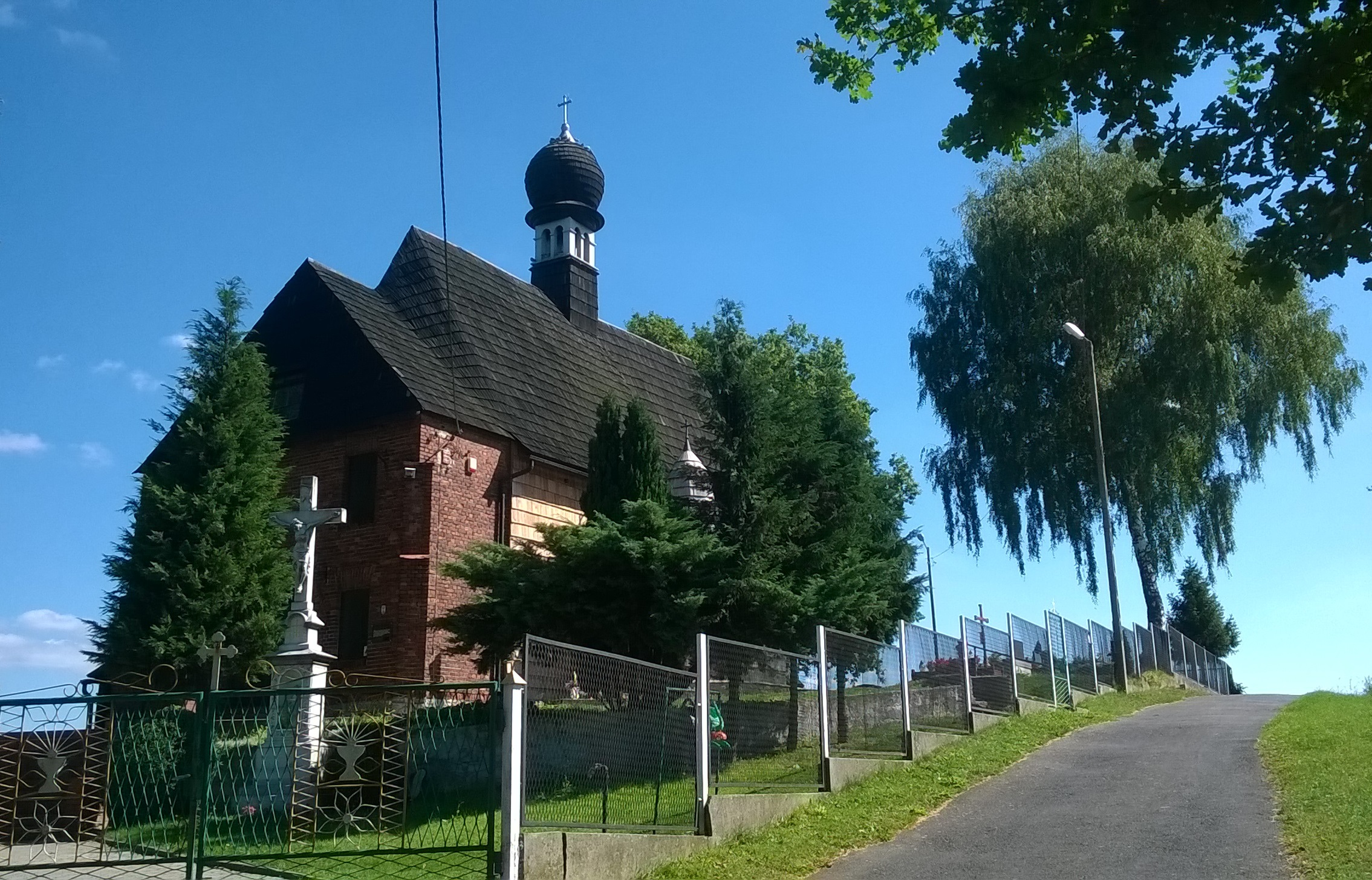
XV-wieczny kościół św. Michała w Księżym Lesie

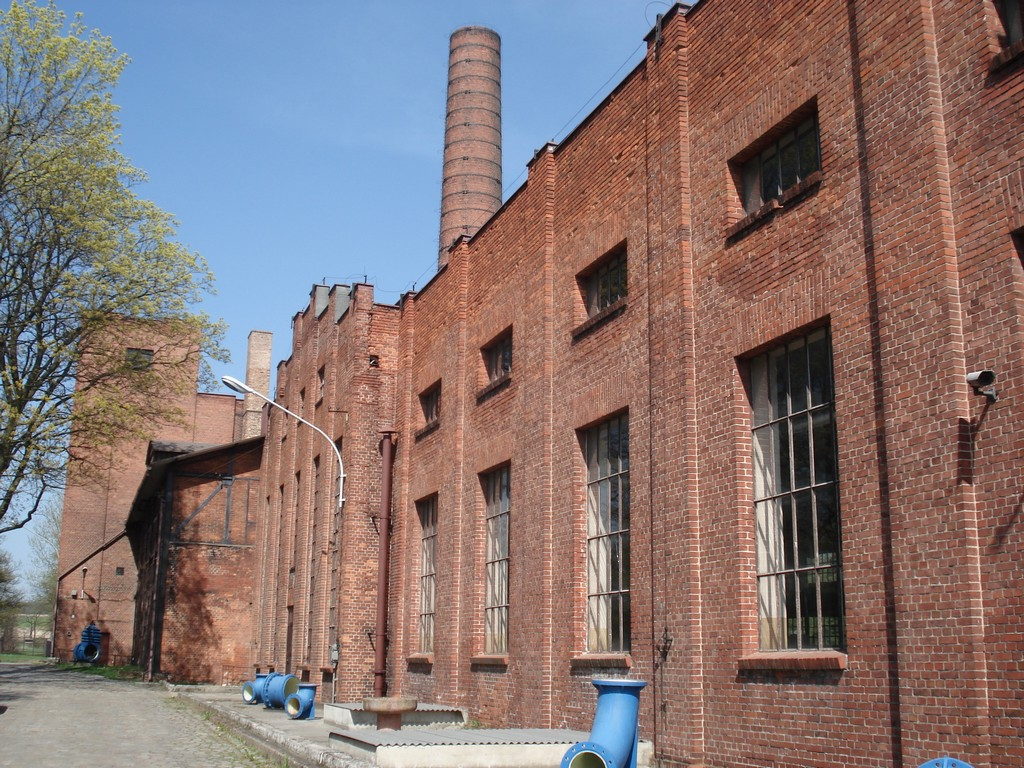
Zabytkowa Stacja Wodociągowa Zawada w Karchowicach

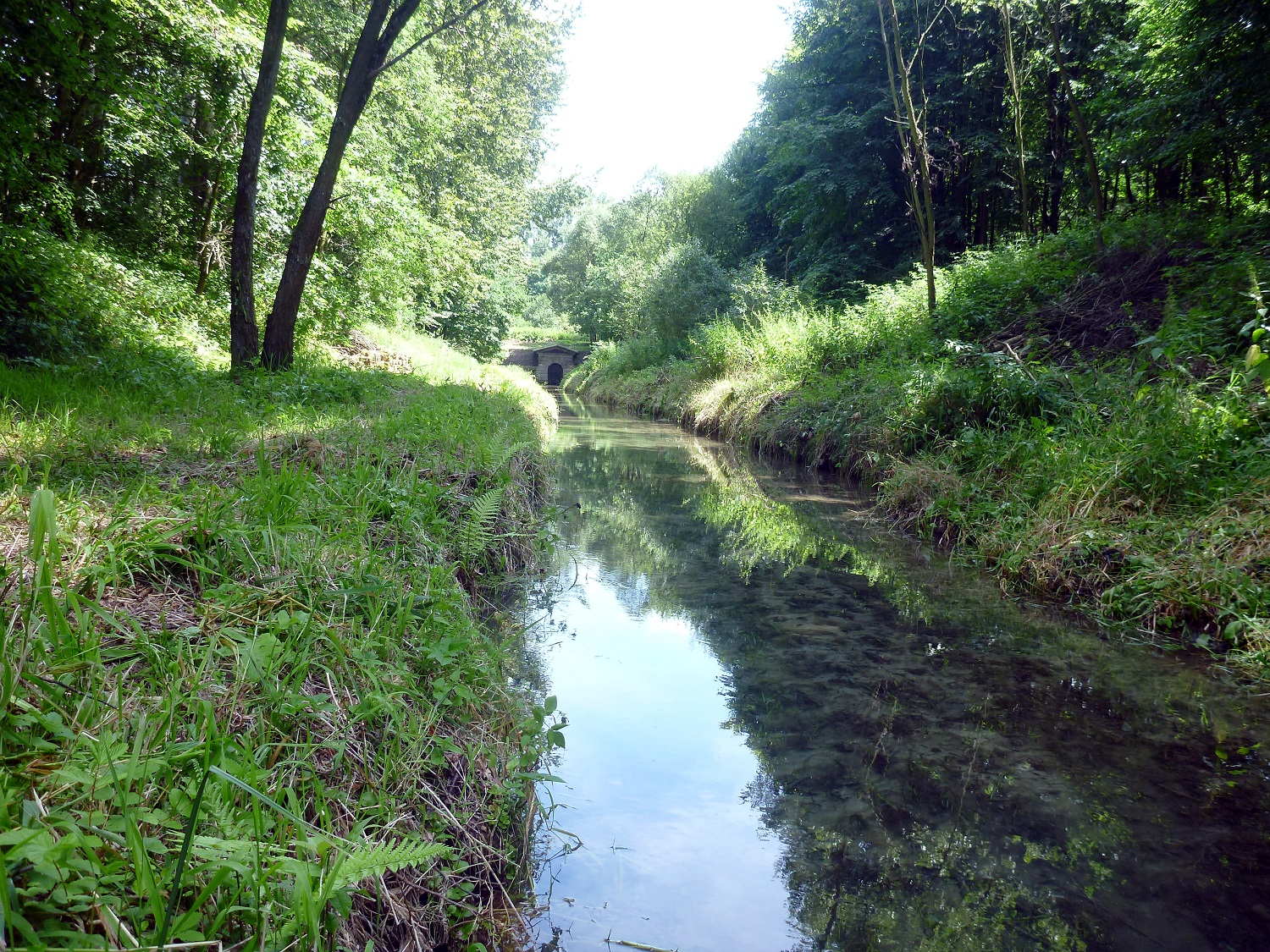
Roznos Głębokiej Sztolni „Fryderyk” w Ptakowicach

  - Pałac w Kopaninie (przysiółek do Miedar) z 1880
  - Pałac w Łubiu z połowy XVIII wieku
  - Pałac w Szałszy z 1877
  - Pałac w Wieszowie
  - Pałac w Wilkowicach
  - Pałac w Zbrosławicach
- kościoły:
  - Kościół Narodzenia św. Jana Chrzciciela w Kamieńcu
  - Kościół św. Katarzyny Aleksandryjskiej w Karchowicach
  - Kościół Narodzenia Najświętszej Maryi Panny w Kopienicy-Łubiu
  - Kościół św. Michała w Księżym Lesie[a]
  - Kościół Narodzenia Najświętszej Maryi Panny w Szałszy[a]
  - Kościół Trójcy Świętej w Wieszowie
  - Kościół św. Marka w Zawadzie
  - Kościół Wniebowzięcia Najświętszej Maryi Panny w Zbrosławicach
  - Ruiny kościoła św. Jadwigi w Ziemięcicach
- inne obiekty:
  - Zabytkowa Stacja Wodociągowa Zawada[b]
  - Spichlerz w Ziemięcicach
  - Park w Reptach (fragment)
  - Głęboka Sztolnia „Fryderyk” (szyb sztolniowy nr 5 „Adam”, portal wylotu oraz roznos sztolni)

## Współpraca międzynarodowa[20]
- Brackenheim (od 5 maja 2001 roku),
- Charnay-lès-Mâcon (od 9 maja 2002 roku),
- Tarnalelesz (od 1 sierpnia 2004 roku),
- Castagnole delle Lanze (od 8 września 2007 roku).